# از میان باد موسمی
از میان باد موسمی (به آلمانی: Durch den Monsun) و باد موسمی نخستین تک‌آهنگ‌های گروه موسیقی راک آلمانی توکیو هتل هستند.